# アンティーコリ・コッラード
アンティーコリ・コッラード（伊: Anticoli Corrado）は、イタリア共和国ラツィオ州ローマ県にある、人口約800人の基礎自治体（コムーネ）。

## 地理

### 位置・広がり
ローマ県東部のコムーネ。ローマから東北東に約43kmの距離にある。

#### 隣接コムーネ
隣接するコムーネは以下の通り。
- マンデーラ
- マラーノ・エークオ
- ロッカ・カンテラーノ
- ロヴィアーノ
- サラチネスコ

### 気候分類・地震分類
アンティーコリ・コッラードにおけるイタリアの気候分類 (it) および度日は、zona E, 2408 GGである。
また、イタリアの地震リスク階級 (it) では、zona 2B (sismicità media) に分類される。

### 地勢・地形
- 河川：アニエーネ川

## 行政
広域行政組織である山岳部共同体「アニエーネ山岳部共同体」 (it:Comunità montana dell'Aniene) に属する。

## 姉妹都市
- アルコス・デ・ラ・フロンテーラ (it) 、スペイン

## 文化・観光

### 歴史的建造物
- サン・ピエトロ教会(Chiesa di S.Pietro, 11世紀)。
- パラッツォ・バロナーレ(Palazzo Baronale, 17世紀)。

### 広場・公園
- ヴィッレ広場(Piazza delle Ville, アルトゥーロ・マルティーニ (it) による)。

### 博物館・美術館
- 市立現代美術館(Civico museo di arte moderna):この地ゆかりのココシュカ (it:Kokoschka) 、カレーナ (it:Carena) 、マルティーニ (it:Martini) 他大勢の芸術家の作品を独占的に保管している。

### 特産品・郷土料理
- カッツァレッリ("cazzaregli"): 小麦粉とトウモロコシから作られるパスタの一種で、通常トマト、ニンニク、オリーブ・オイルと唐辛子で味付けされる。
- 揚げピッツァ("pizze fritte"): フォカッチャの一種を揚げたもので、甘い物と塩味のものがある。
- オリーブ・オイル: 街とその周辺には数多くのオリーブ畑と搾油場がある。
- "cacchiu"と呼ばれるアニスの実が使われたドーナッツ